# Lee Breuer
Lee Breuer, född 6 februari 1937 i Philadelphia, död 3 januari 2021 i New York, var en amerikansk dramatiker, teaterregissör, filmskapare och poet.

## Biografi
1970 bildade Lee Breuer teatergruppen Mabou Mines i New York tillsammans med bland andra regissören JoAnne Akalaitis och kompositören Philip Glass. Han skrev och regisserade gruppens första föreställning The Red Horse Animation som uppfördes på Guggenheim Museum. Han hade debuterat som dramatiker 1957 med The Wood Complains på University of California i Los Angeles. Som regissör hade han debuterat 1962 med Samuel Becketts Happy days (Lyckans dar) på Actors' Workshop i San Francisco. Förutom många produktioner med Mabou Mines har han regisserat på bland annat Mark Taper Forum i Los Angeles, Guthrie Theater i Minneapolis, John F. Kennedy Center for the Performing Arts i Washington, D.C., Lincoln Center for the Performing Arts, Joseph Papp Public Theater, Appollo Theater och La MaMa i New York liksom på flera andra ledande teatrar i USA samt i Frankrike, Brasilien, Grekland, Österrike, Sydkorea, Ryssland och Skottland. Hans produktioner med Mabou Mines har turnerat till Irland, Ryssland, Grekland, Tjeckien, Sydkorea, Tyskland, Frankrike, Norge, Hongkong, Australien, Spanien, Kanada, Italien, Singapore, Skottland, Polen och Colombia. Bland utmärkelser han tilldelats kan nämnas att han vunnit hela sex Obie Awards för bästa regi och tre för bästa pjäs.
2004 gästspelade Mabou Mines på Ibsenfestivalen i Oslo med hans Dollhouse (Ett dockhem) av Henrik Ibsen som samma år vunnit en Obie Award för bästa regi. Alla manliga roller spelades av män som var kortare än 1.40 medan de kvinnliga rollerna var besatta av kvinnor som var längre än 1.80. Möblerna i pjäsen var anpassade till männen så kvinnorna fick klämma sig ner i dem med stora svårigheter.